# 死んでもいい (曲)
「死んでもいい」（しんでもいい）は、日本の歌手である沢田研二の4枚目のシングルである。
1972年9月25日にポリドール・レコードより発売された。
英題は「I WOULD DIE FOR YOUR LOVE」（アイ・ウッド・ダイ・フォー・ユア・ラブ）。

## 収録曲
1. 死んでもいい - I Would Die For Your Love
  - 作詞:山上路夫／作曲:加瀬邦彦／編曲:東海林修
2. 愛はもう偽り - Faded Love
  - 作詞:山上路夫／作曲:加瀬邦彦／編曲:東海林修

## 参加ミュージシャン
井上堯之バンド
- 井上堯之：ギター
- 大野克夫：オルガン
- 岸部修三：ベースギター
- 原田裕臣：ドラムス